# Сосницкий, Андрей Алексеевич
Андре́й Алексе́евич Сосни́цкий (род. 2 ноября 1962, Советск, Калининградская область) — советский и белорусский футболист, защитник; тренер.

## Карьера

### Клубная
Воспитанник ДЮСШ города Советска. Профессиональную карьеру начал в «Балтике». Затем перешёл в клуб высшего дивизиона СССР минское «Динамо», переживавшего свои лучшие годы. Там он выступал с 1981 по 1986 год, играл в основном за молодёжный состав, в высшем дивизионе СССР сыграл 2 матча. В 1986 году перешёл в «Динамо» (Брест) из второй лиги, где с перерывом на возвращение в Минск отыграл до 1992 года. В этот период за брестский клуб сыграл более 150 матчей, играя на позиции защитника, отличался хорошей результативностью. В 1990-х годах играл в высшем дивизионе России за клубы «Спартак» (Владикавказ), «Уралмаш» (Екатеринбург) и «Черноморец» (Новороссийск) — всего в высшем дивизионе России сыграл 48 матчей. В 1997 году вернулся в Беларусь, где продолжил выступления за «Динамо» (Брест) и «Славия» (Мозырь).

### В сборной
В 1994—1995 годах провёл 4 матча за сборную Беларуси.

### Тренерская
После завершения карьеры игрока работал тренером в «Славии» (Мозырь), затем возглавил брестское «Динамо», также был главным тренером «Славии» (Мозырь). В 2008 году присоединился к тренерскому штабу Леонида Кучука, возглавлявшего тираспольский «Шериф». После ухода Кучука возглавлял клуб с января 2010 по апрель 2011, под руководством Сосницкого клуб выиграл чемпионат и Кубок страны. В июне 2011 года Сосницкий вошёл в тренерский штаб Леонида Кучука в киевском «Арсенале». Их совместная работа продолжилась и в России в краснодарской «Кубани» и московском «Локомотиве».
С 2016 по 2020 год работал в «Армавире», в 2021 году вернулся в Беларусь в «Витебск», также в карьере тренера в 2022 году были подмосковные «Химки». С 9 января по 16 мая 2023 года — главный тренер клуба «Кубань», под руководством Сосницкого краснодарская команда провела 11 матчей (3 победы, 5 ничьих, 3 поражения).
18 августа 2023 года вошёл в новый тренерский штаб грозненского «Ахмата» во главе с Мирославом Ромащенко в качестве старшего тренера. После расставания клуба с главным тренером 4 апреля 2024 года Андрей Сосницкий также покинул Грозный.
22 июня 2024 года вошёл в тренерский штаб дзержинского «Арсенала», где являлся ассистентом главного тренера. 21 марта 2025 года стал исполняющим обязанности главного тренера «Кубани», а 2 апреля 2025 года был утверждён в должности. 4 июня 2025 года покинул клуб. Во главе команды успел провести 13 матчей, в которых «Кубань» одержала 4 победы, 2 раза сыграла вничью и ещё 7 раз уступила. 3 июля 2025 года вошёл в тренерский штаб Мирослава Ромащенко в «Урале».